# Agathis areolaris
Agathis areolaris är en stekelart som beskrevs av Szepligeti 1914. Agathis areolaris ingår i släktet Agathis och familjen bracksteklar. Inga underarter finns listade i Catalogue of Life.